# Direcció Nacional de la Policia d'Israel
La Direcció Nacional de la Policía d'Israel, és la seu nacional de la policia israeliana (en hebreu: המטה הארצי של משטרת ישראל) la seva caserna general es troba en la ciutat de Jerusalem.
Durant les dues primeres dècades d'existència de l'Estat d'Israel, la seu central de la policia israeliana es trobava a Tel-Aviv. Quan l'organització va començar a créixer, la necessitat d'un edifici de comandament nou es va fer evident.
Després de la Guerra dels Sis Dies, les Forces de Defensa d'Israel van capturar la totalitat de Jerusalem. Una nova ubicació per a la seu central va ser triada en l'est de Jerusalem, entre la Muntanya Scopus i la part occidental de la ciutat.
L'edifici original, va ser dissenyat durant el període d'ocupació jordana per funcionar com un hospital, després va ser redissenyat per l'arquitecte Dan Eytan i fou inaugurat el 1973, moment en què un segon edifici més gran va ser afegit. L'edifici del Ministeri de Seguretat Pública es va construir més tard, al costat de la caserna de la policia israeliana.